# 1. ŽNL Osječko-baranjska 2012./13.
Prvenstvo je osvojio NK Vihor Jelisavac i izborio plasman u Međužupanijsku nogometnu ligu Osijek – Vinkovci. Iz lige su u 2. ŽNL Osječko-baranjsku ispali NK Vitez '92 Antunovac, NK Omladinac Petrijevci i NK Mladost Črnkovci.

## Tablica
| Mj. | Klub                         | Sus. | Pobj. | Nerj. | Por. | GR.   | Bod.           |
| --- | ---------------------------- | ---- | ----- | ----- | ---- | ----- | -------------- |
| 1.  | NK Vihor Jelisavac           | 30   | 20    | 8     | 2    | 83:28 | 68 ↓1          |
| 2.  | NK Borac Kneževi Vinogradi   | 30   | 21    | 5     | 4    | 84:29 | 68 ↓1          |
| 3.  | HNK Radnički Mece            | 30   | 17    | 9     | 4    | 67:33 | 60             |
| 4.  | NK Darda                     | 30   | 16    | 4     | 10   | 60:37 | 52             |
| 5.  | NK Viljevo                   | 30   | 11    | 10    | 9    | 50:44 | 43             |
| 6.  | NK Slavonac Tenja            | 30   | 11    | 9     | 10   | 72:53 | 42             |
| 7.  | NK Croatia Velimirovac       | 30   | 11    | 8     | 11   | 48:59 | 41             |
| 8.  | NK Jedinstvo Donji Miholjac  | 30   | 11    | 5     | 14   | 53:46 | 38             |
| 9.  | NK Kešinci                   | 30   | 11    | 4     | 15   | 48:68 | 37             |
| 10. | NK Mursa-Zanatlija Osijek    | 30   | 9     | 9     | 12   | 42:54 | 36             |
| 11. | NK BSK Termia Bizovac        | 30   | 10    | 5     | 15   | 51:63 | 35             |
| 12. | HNK Bilje                    | 30   | 9     | 7     | 14   | 38:59 | 34             |
| 13. | NK Mladost Đakovačka Satnica | 30   | 10    | 4     | 16   | 38:63 | 34             |
| 14. | NK Vitez '92 Antunovac       | 30   | 9     | 4     | 17   | 42:68 | 31 [relegated] |
| 15. | NK Omladinac Petrijevci      | 30   | 8     | 3     | 19   | 33:76 | 27 [relegated] |
| 16. | NK Mladost Črnkovci          | 30   | 7     | 4     | 19   | 37:66 | 25 [relegated] |

## Rezultati
| NK Kešinci - NK Slavonac Tenja 1:4 NK Omladinac Petrijevci - NK Croatia Velimirovac 1:1 HNK Bilje - NK Mladost Đakovačka Satnica 1:4 NK Darda - NK Vitez '92 Antunovac 3:0 NK Mursa-Zanatlija Osijek - HNK Radnički Mece 1:4 NK Mladost Črnkovci - NK BSK Termia Bizovac 3:3 NK Viljevo - NK Borac Kneževi Vinogradi 2:2 NK Vihor Jelisavac - NK Jedinstvo Donji Miholjac 3:0 | NK Vihor Jelisavac - NK Viljevo 0:0 NK Borac Kneževi Vinogradi - NK Mladost Črnkovci 3:3 NK BSK Termia Bizovac - NK Mursa-Zanatlija Osijek 2:1 HNK Radnički Mece - NK Darda 2:2 NK Vitez '92 Antunovac - HNK Bilje 2:1 NK Mladost Đakovačka Satnica - NK Omladinac Petrijevci 4:2 NK Croatia Velimirovac - NK Kešinci 4:1 NK Jedinstvo Donji Miholjac - NK Slavonac Tenja 0:2    | NK Mladost Črnkovci - NK Vihor Jelisavac 2:4 NK Mursa-Zanatlija Osijek - NK Borac Kneževi Vinogradi 2:4 NK Darda - NK BSK Termia Bizovac 2:0 HNK Bilje - HNK Radnički Mece 0:4 NK Omladinac Petrijevci - NK Vitez '92 Antunovac 3:0 NK Kešinci - NK Mladost Đakovačka Satnica 2:1 NK Slavonac Tenja - NK Croatia Velimirovac 4:0 NK Viljevo - NK Jedinstvo Donji Miholjac 1:1 |
| NK Vihor Jelisavac - NK Mursa-Zanatlija Osijek 1:0 NK Viljevo - NK Mladost Črnkovci 3:1 NK Borac Kneževi Vinogradi - NK Darda 4:0 NK BSK Termia Bizovac - HNK Bilje 2:1 HNK Radnički Mece - NK Omladinac Petrijevci 7:0 NK Vitez '92 Antunovac - NK Kešinci 2:1 NK Mladost Đakovačka Satnica - NK Slavonac Tenja 0:5 NK Jedinstvo Donji Miholjac - NK Croatia Velimirovac 5:1 | NK Darda - NK Vihor Jelisavac 2:2 NK Mursa-Zanatlija Osijek - NK Viljevo 2:1 HNK Bilje - NK Borac Kneževi Vinogradi 1:1 NK Omladinac Petrijevci - NK BSK Termia Bizovac 0:2 NK Kešinci - HNK Radnički Mece 1:1 NK Slavonac Tenja - NK Vitez '92 Antunovac 2:2 NK Croatia Velimirovac - NK Mladost Đakovačka Satnica 3:0 NK Mladost Črnkovci - NK Jedinstvo Donji Miholjac 1:2    | NK Vihor Jelisavac - HNK Bilje 5:0 NK Viljevo - NK Darda 1:2 NK Mladost Črnkovci - NK Mursa-Zanatlija Osijek 3:3 NK Borac Kneževi Vinogradi - NK Omladinac Petrijevci 4:1 NK BSK Termia Bizovac - NK Kešinci 1:1 HNK Radnički Mece - NK Slavonac Tenja 0:0 NK Vitez '92 Antunovac - NK Croatia Velimirovac 1:2 NK Jedinstvo Donji Miholjac - NK Mladost Đakovačka Satnica 1:0 |
| NK Omladinac Petrijevci - NK Vihor Jelisavac 1:7 HNK Bilje - NK Viljevo 3:2 NK Darda - NK Mladost Črnkovci 3:1 NK Kešinci - NK Borac Kneževi Vinogradi 2:0 NK Slavonac Tenja - NK BSK Termia Bizovac 4:4 NK Croatia Velimirovac - HNK Radnički Mece 2:0 NK Mladost Đakovačka Satnica - NK Vitez '92 Antunovac 1:0 NK Mursa-Zanatlija Osijek - NK Jedinstvo Donji Miholjac 1:0 | NK Vihor Jelisavac - NK Kešinci 4:0 NK Viljevo - NK Omladinac Petrijevci 4:0 NK Mladost Črnkovci - HNK Bilje 0:0 NK Mursa-Zanatlija Osijek - NK Darda 1:1 NK Borac Kneževi Vinogradi - NK Slavonac Tenja 3:1 NK BSK Termia Bizovac - NK Croatia Velimirovac 2:0 HNK Radnički Mece - NK Mladost Đakovačka Satnica 2:0 NK Jedinstvo Donji Miholjac - NK Vitez '92 Antunovac 4:1    | NK Slavonac Tenja - NK Vihor Jelisavac 1:2 NK Kešinci - NK Viljevo 1:0 NK Omladinac Petrijevci - NK Mladost Črnkovci 4:0 HNK Bilje - NK Mursa-Zanatlija Osijek 0:0 NK Croatia Velimirovac - NK Borac Kneževi Vinogradi 1:8 NK Mladost Đakovačka Satnica - NK BSK Termia Bizovac 1:1 NK Vitez '92 Antunovac - HNK Radnički Mece 2:2 NK Darda - NK Jedinstvo Donji Miholjac 2:0 |
| NK Vihor Jelisavac - NK Croatia Velimirovac 1:1 NK Viljevo - NK Slavonac Tenja 2:2 NK Mladost Črnkovci - NK Kešinci 4:1 NK Mursa-Zanatlija Osijek - NK Omladinac Petrijevci 2:1 NK Darda - HNK Bilje 7:0 NK Borac Kneževi Vinogradi - NK Mladost Đakovačka Satnica 4:0 NK BSK Termia Bizovac - NK Vitez '92 Antunovac 4:0 NK Jedinstvo Donji Miholjac - HNK Radnički Mece 1:1 | NK Mladost Đakovačka Satnica - NK Vihor Jelisavac 0:3 ↓2 NK Croatia Velimirovac - NK Viljevo 1:1 NK Slavonac Tenja - NK Mladost Črnkovci 3:1 NK Kešinci - NK Mursa-Zanatlija Osijek 2:1 NK Omladinac Petrijevci - NK Darda 1:0 NK Vitez '92 Antunovac - NK Borac Kneževi Vinogradi 1:3 HNK Radnički Mece - NK BSK Termia Bizovac 2:0 HNK Bilje - NK Jedinstvo Donji Miholjac 1:1 | NK Vihor Jelisavac - NK Vitez '92 Antunovac 4:0 NK Viljevo - NK Mladost Đakovačka Satnica 4:3 NK Mladost Črnkovci - NK Croatia Velimirovac 1:0 NK Mursa-Zanatlija Osijek - NK Slavonac Tenja 1:8 NK Darda - NK Kešinci 4:0 HNK Bilje - NK Omladinac Petrijevci 1:0 NK Borac Kneževi Vinogradi - HNK Radnički Mece 1:2 NK Jedinstvo Donji Miholjac - NK BSK Termia Bizovac 4:2 |
| HNK Radnički Mece - NK Vihor Jelisavac 0:0 NK Vitez '92 Antunovac - NK Viljevo 2:2 NK Mladost Đakovačka Satnica - NK Mladost Črnkovci 0:1 NK Croatia Velimirovac - NK Mursa-Zanatlija Osijek 1:1 NK Slavonac Tenja - NK Darda 3:1 NK Kešinci - HNK Bilje 3:1 NK BSK Termia Bizovac - NK Borac Kneževi Vinogradi 1:4 NK Omladinac Petrijevci - NK Jedinstvo Donji Miholjac 1:2 | NK Vihor Jelisavac - NK BSK Termia Bizovac 3:1 NK Viljevo - HNK Radnički Mece 2:0 NK Mladost Črnkovci - NK Vitez '92 Antunovac 4:2 NK Mursa-Zanatlija Osijek - NK Mladost Đakovačka Satnica 2:2 NK Darda - NK Croatia Velimirovac 3:0 HNK Bilje - NK Slavonac Tenja 3:3 NK Omladinac Petrijevci - NK Kešinci 0:0 NK Jedinstvo Donji Miholjac - NK Borac Kneževi Vinogradi 1:2    | NK Borac Kneževi Vinogradi - NK Vihor Jelisavac 0:0 NK BSK Termia Bizovac - NK Viljevo 0:1 HNK Radnički Mece - NK Mladost Črnkovci 2:0 NK Vitez '92 Antunovac - NK Mursa-Zanatlija Osijek 1:1 NK Mladost Đakovačka Satnica - NK Darda 3:1 NK Croatia Velimirovac - HNK Bilje 1:0 NK Slavonac Tenja - NK Omladinac Petrijevci 8:2 NK Kešinci - NK Jedinstvo Donji Miholjac 2:1 |
| NK Slavonac Tenja - NK Kešinci 7:1 NK Croatia Velimirovac - NK Omladinac Petrijevci 2:0 NK Mladost Đakovačka Satnica - HNK Bilje 1:2 NK Vitez '92 Antunovac - NK Darda 1:2 HNK Radnički Mece - NK Mursa-Zanatlija Osijek 4:1 NK BSK Termia Bizovac - NK Mladost Črnkovci 1:0 NK Borac Kneževi Vinogradi - NK Viljevo 2:0 NK Jedinstvo Donji Miholjac - NK Vihor Jelisavac 1:2 | NK Viljevo - NK Vihor Jelisavac 0:1 NK Mladost Črnkovci - NK Borac Kneževi Vinogradi 0:3 NK Mursa-Zanatlija Osijek - NK BSK Termia Bizovac 3:1 NK Darda - HNK Radnički Mece 3:0 HNK Bilje - NK Vitez '92 Antunovac 4:1 NK Omladinac Petrijevci - NK Mladost Đakovačka Satnica 1:2 NK Kešinci - NK Croatia Velimirovac 2:2 NK Slavonac Tenja - NK Jedinstvo Donji Miholjac 1:1    | NK Vihor Jelisavac - NK Mladost Črnkovci 5:1 NK Borac Kneževi Vinogradi - NK Mursa-Zanatlija Osijek 0:0 NK BSK Termia Bizovac - NK Darda 1:2 HNK Radnički Mece - HNK Bilje 5:2 NK Vitez '92 Antunovac - NK Omladinac Petrijevci 0:1 NK Mladost Đakovačka Satnica - NK Kešinci 3:1 NK Croatia Velimirovac - NK Slavonac Tenja 4:4 NK Jedinstvo Donji Miholjac - NK Viljevo 8:0 |
| NK Mursa-Zanatlija Osijek - NK Vihor Jelisavac 1:4 NK Mladost Črnkovci - NK Viljevo 2:0 NK Darda - NK Borac Kneževi Vinogradi 1:3 HNK Bilje - NK BSK Termia Bizovac 2:3 NK Omladinac Petrijevci - HNK Radnički Mece 0:1 NK Kešinci - NK Vitez '92 Antunovac 5:2 NK Slavonac Tenja - NK Mladost Đakovačka Satnica 0:0 NK Croatia Velimirovac - NK Jedinstvo Donji Miholjac 3:2 | NK Vihor Jelisavac - NK Darda 3:1 NK Viljevo - NK Mursa-Zanatlija Osijek 2:2 NK Borac Kneževi Vinogradi - HNK Bilje 4:0 NK BSK Termia Bizovac - NK Omladinac Petrijevci 6:0 HNK Radnički Mece - NK Kešinci 2:0 NK Vitez '92 Antunovac - NK Slavonac Tenja 2:0 NK Mladost Đakovačka Satnica - NK Croatia Velimirovac 4:2 NK Jedinstvo Donji Miholjac - NK Mladost Črnkovci 2:0    | HNK Bilje - NK Vihor Jelisavac 1:1 NK Darda - NK Viljevo 0:2 NK Mursa-Zanatlija Osijek - NK Mladost Črnkovci 2:0 NK Omladinac Petrijevci - NK Borac Kneževi Vinogradi 0:3 NK Kešinci - NK BSK Termia Bizovac 5:0 NK Slavonac Tenja - HNK Radnički Mece 0:2 NK Croatia Velimirovac - NK Vitez '92 Antunovac 2:1 NK Mladost Đakovačka Satnica - NK Jedinstvo Donji Miholjac 2:1 |
| NK Vihor Jelisavac - NK Omladinac Petrijevci 5:1 NK Viljevo - HNK Bilje 1:1 NK Mladost Črnkovci - NK Darda 0:2 NK Borac Kneževi Vinogradi - NK Kešinci 3:0 NK BSK Termia Bizovac - NK Slavonac Tenja 3:2 HNK Radnički Mece - NK Croatia Velimirovac 1:1 NK Vitez '92 Antunovac - NK Mladost Đakovačka Satnica 4:0 NK Jedinstvo Donji Miholjac - NK Mursa-Zanatlija Osijek 1:4 | NK Kešinci - NK Vihor Jelisavac 4:1 NK Omladinac Petrijevci - NK Viljevo 1:1 HNK Bilje - NK Mladost Črnkovci 2:0 NK Darda - NK Mursa-Zanatlija Osijek 0:1 NK Slavonac Tenja - NK Borac Kneževi Vinogradi 1:2 NK Croatia Velimirovac - NK BSK Termia Bizovac 2:1 NK Mladost Đakovačka Satnica - HNK Radnički Mece 1:1 NK Vitez '92 Antunovac - NK Jedinstvo Donji Miholjac 2:0    | NK Vihor Jelisavac - NK Slavonac Tenja 4:0 NK Viljevo - NK Kešinci 3:1 NK Mladost Črnkovci - NK Omladinac Petrijevci 2:4 NK Mursa-Zanatlija Osijek - HNK Bilje 0:1 NK Borac Kneževi Vinogradi - NK Croatia Velimirovac 2:0 NK BSK Termia Bizovac - NK Mladost Đakovačka Satnica 5:1 HNK Radnički Mece - NK Vitez '92 Antunovac 3:2 NK Jedinstvo Donji Miholjac - NK Darda 1:1 |
| NK Croatia Velimirovac - NK Vihor Jelisavac 2:2 NK Slavonac Tenja - NK Viljevo 0:2 NK Kešinci - NK Mladost Črnkovci 2:1 NK Omladinac Petrijevci - NK Mursa-Zanatlija Osijek 1:0 HNK Bilje - NK Darda 2:1 NK Mladost Đakovačka Satnica - NK Borac Kneževi Vinogradi 0:3 NK Vitez '92 Antunovac - NK BSK Termia Bizovac 5:1 HNK Radnički Mece - NK Jedinstvo Donji Miholjac 3:1 | NK Vihor Jelisavac - NK Mladost Đakovačka Satnica 6:0 NK Viljevo - NK Croatia Velimirovac 2:1 NK Mladost Črnkovci - NK Slavonac Tenja 2:1 NK Mursa-Zanatlija Osijek - NK Kešinci 3:1 NK Darda - NK Omladinac Petrijevci 3:1 NK Borac Kneževi Vinogradi - NK Vitez '92 Antunovac 5:0 NK BSK Termia Bizovac - HNK Radnički Mece 1:3 NK Jedinstvo Donji Miholjac - HNK Bilje 2:1    | NK Vitez '92 Antunovac - NK Vihor Jelisavac 3:2 NK Mladost Đakovačka Satnica - NK Viljevo 2:1 NK Croatia Velimirovac - NK Mladost Črnkovci 5:1 NK Slavonac Tenja - NK Mursa-Zanatlija Osijek 2:2 NK Kešinci - NK Darda 3:4 NK Omladinac Petrijevci - HNK Bilje 2:1 HNK Radnički Mece - NK Borac Kneževi Vinogradi 7:3 NK BSK Termia Bizovac - NK Jedinstvo Donji Miholjac 0:3 |
| NK Vihor Jelisavac - HNK Radnički Mece 3:3 NK Viljevo - NK Vitez '92 Antunovac 6:0 NK Mladost Črnkovci - NK Mladost Đakovačka Satnica 2:1 NK Mursa-Zanatlija Osijek - NK Croatia Velimirovac 4:2 NK Darda - NK Slavonac Tenja 5:0 HNK Bilje - NK Kešinci 2:1 NK Borac Kneževi Vinogradi - NK BSK Termia Bizovac 3:0 NK Jedinstvo Donji Miholjac - NK Omladinac Petrijevci 1:2 | NK BSK Termia Bizovac - NK Vihor Jelisavac 1:3 HNK Radnički Mece - NK Viljevo 1:2 NK Vitez '92 Antunovac - NK Mladost Črnkovci 1:0 NK Mladost Đakovačka Satnica - NK Mursa-Zanatlija Osijek 2:0 NK Croatia Velimirovac - NK Darda 1:0 NK Slavonac Tenja - HNK Bilje 1:0 NK Kešinci - NK Omladinac Petrijevci 4:1 NK Borac Kneževi Vinogradi - NK Jedinstvo Donji Miholjac 4:0    | NK Vihor Jelisavac - NK Borac Kneževi Vinogradi 2:1 NK Viljevo - NK BSK Termia Bizovac 2:2 NK Mladost Črnkovci - HNK Radnički Mece 1:2 NK Mursa-Zanatlija Osijek - NK Vitez '92 Antunovac 0:2 NK Darda - NK Mladost Đakovačka Satnica 2:0 HNK Bilje - NK Croatia Velimirovac 4:1 NK Omladinac Petrijevci - NK Slavonac Tenja 1:3 NK Jedinstvo Donji Miholjac - NK Kešinci 6:0 |